# 西美昂諾夫格勒市

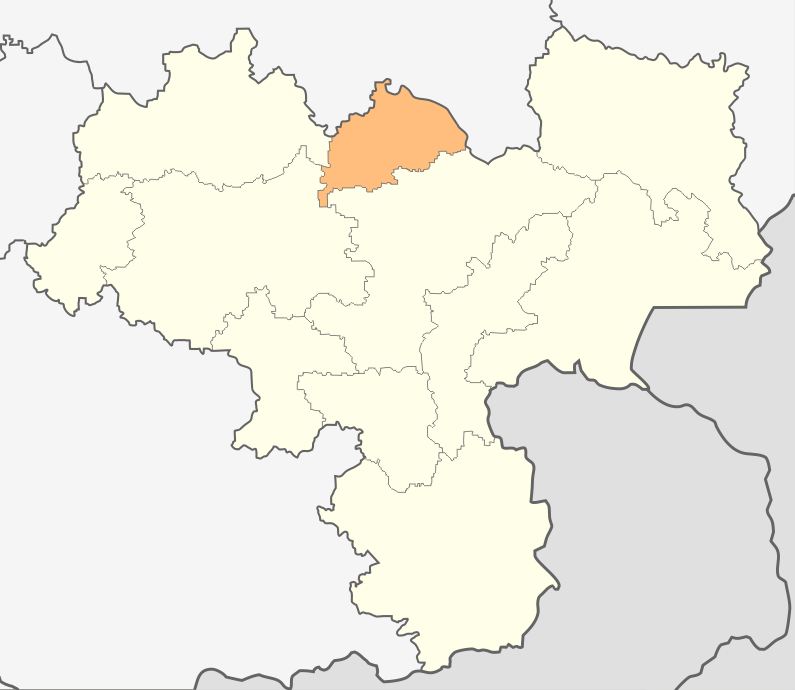

42°2′N 25°50′E / 42.033°N 25.833°E
西美昂諾夫格勒市，是保加利亞的城鎮，位於該國南部，由哈斯科沃州負責管轄，首府設於西美昂諾夫格勒，面積223平方公里，2011年人口8,755，人口密度每平方公里39.3人。